# 356
356 (CCCLVI) fue un año bisiesto comenzado en lunes del calendario juliano, en vigor en aquella fecha.
En el Imperio romano, el año fue nombrado como el del consulado de Constancio y Juliano, o menos comúnmente, como el 1109 Ab urbe condita, adquiriendo su denominación como 356 a principios de la Edad Media, al establecerse el anno Domini.

## Acontecimientos

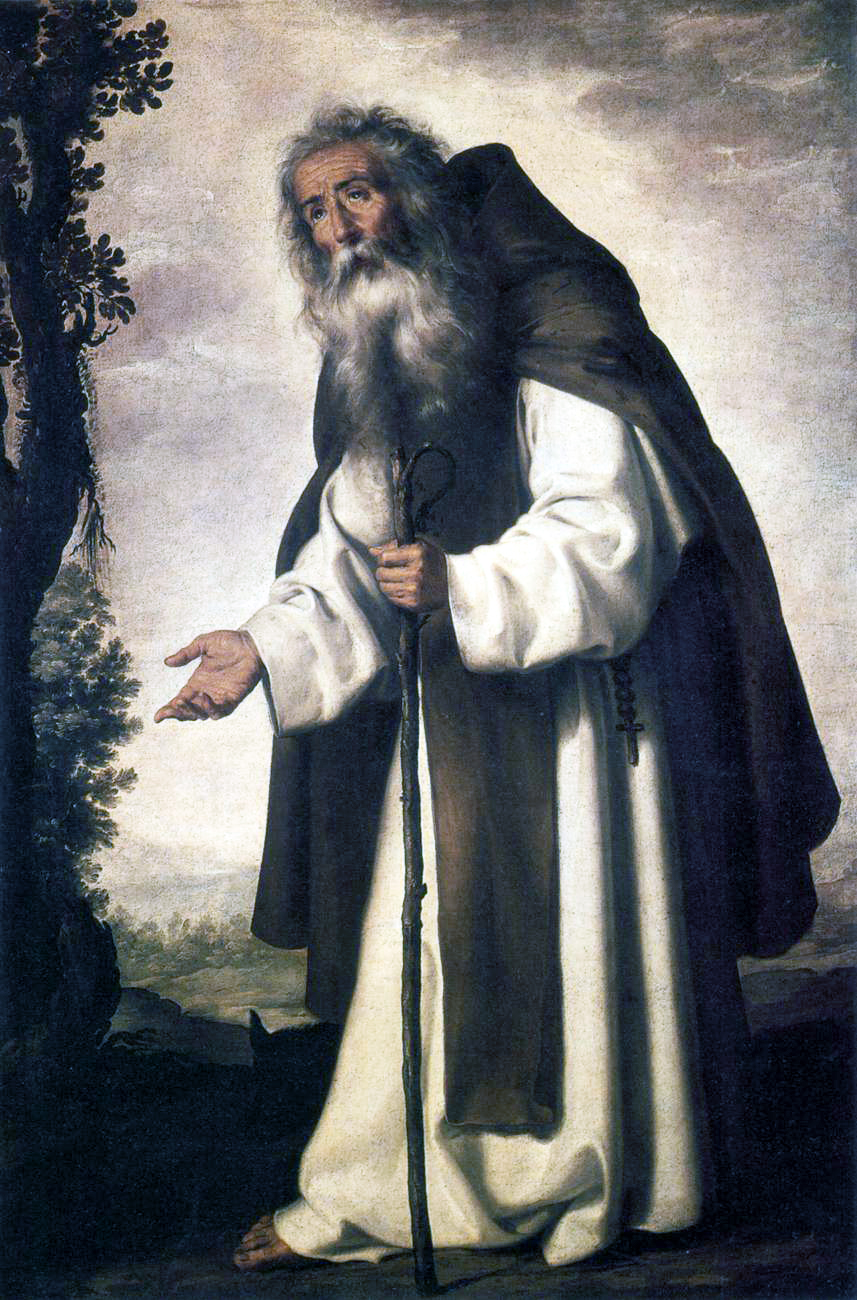
San Antonio Abad, por el pintor español Zurbarán.

### Asia
- En Corea, Naemul se convierte en rey de la dinastía Silla.

### Imperio romano
- 8 de febrero: las autoridades romanas hacen un intento de arrestar a Atanasio de Alejandría, acusado de apoyar al usurpador Magnencio. Atanasio los evita, huyendo al desierto para esconderse entre los monjes del monte Nitria.
- Juliano es derrotado por los alamanes en la Batalla de Durocortoro, y consigue una paz precaria con las tribus francas.
- Recia es invadida por los alamanes.
- Se prohíbe en el Imperio la veneración de imágenes no cristianas y el emperador Constancio II publica un decreto ordenando el cierre de todos los templos paganos del Imperio.

### Arte y literatura
- En Roma comienza la construcción de la primera Basílica de San Pedro.

## Nacimientos
- Juan de Jerusalén, obispo cristiano (f. 417).

## Fallecimientos
- 17 de enero: Antonio Abad, religioso y santo cristiano egipcio.